# Леш, Николай Леонидович
Никола́й Леони́дович Леш (1888—1916) — штабс-капитан лейб-гвардии 3-го стрелкового полка, герой Первой мировой войны.

## Биография
Православный. Из дворян Смоленской губернии. Средний сын генерала от инфантерии Леонида Вильгельмовича Леша.
Окончил Одесский кадетский корпус (1907) и Павловское военное училище (1909), откуда выпущен был подпоручиком в лейб-гвардии стрелковый полк.
В Первую мировую войну поручик Леш вступил в рядах лейб-гвардии 3-го стрелкового полка. Был пожалован Георгиевским оружием
За то, что в бою 20-го февраля 1915 г. у д. Карвово личным примером довел роту до удара в штыки под сильным огнем противника, занял и удержал окопы.
Убит в бою 15 июля 1916 года. Посмертно произведен в штабс-капитаны и удостоен ордена Святого Георгия 4-й степени
За то, что, будучи в чине поручика, в бою 15 июля 1916 года при атаке высоты 90, севернее д. Трыстень, командуя ротой под сильным пулеметным и артиллерийским огнем противника, прорвался с ротой через проволочные заграждения, выбил противника штыками из окопов и захватил два действующих пулемета, причем подвиг свой запечатлел геройской смертью.
Был похоронен на Царскосельском братском кладбище.

## Награды
- Орден Святой Анны 4-й ст. с надписью «за храбрость» (ВП 22.11.1914)
- Орден Святого Станислава 2-й ст. с мечами (ВП 13.05.1915)
- Орден Святого Владимира 4-й ст. с мечами и бантом (ВП 7.06.1915)
- Георгиевское оружие (ВП 25.07.1915)
- Орден Святого Георгия 4-й ст. (ПАФ 2.04.1917)